# Sonny Simmons
Sonny Simmons (4. srpna 1933 Sicily Island, Louisiana – 6. dubna 2021) byl americký jazzový saxofonista. V dětství se s rodiči přestěhoval do kalifornského Oaklandu, kde začal hrát na anglický roh a v šestnácti přešel k saxofonu. Počátkem šedesátých let hrál s kontrabasistou Charlesem Mingusem a později s flétnistou Prince Lasha. V roce 1966 vydal své první album jako leader nazvané Staying on the Watch; na trubku na něm hrála Simmonsova manželka Barbara Donald. V sedmdesátých letech se s ní rozvedl a řadu let provozoval busking po ulicích. Profesionální kariéru obnovil až v devadesátých letech. Během své kariéry spolupracoval i s dalšími hudebníky, mezi které patří Eric Dolphy, Elvin Jones nebo Teddy Smith.